# Estació Komsomólskaia
L'Estació Komsomólskaia (en rus: Станция Комсомольская, referent a l'organització juvenil Komsomol) és una estació científica abandonada de la Unió Soviètica, i des de 1991 heretada per Rússia, que està situada al casquet glacial de l'Antàrtida Oriental, a la Terra de la Reina Maria.
L'estació de recerca està situada a l'interior del continent, a l'altiplà Polar, a 870 km. al sud de la principal base soviètica: l'estació Mirni. A l'estiu, la temperatura aconsegueix un màxim en aquest punt de -20 °C, i, a l'hivern, fins i tot cau per sota de -80 °C. La velocitat mitjana del vent és de 4 m/s, fins a 15 m/s. La nit polar dura gairebé tres mesos. El gruix de la calota de gel en el lloc aconsegueix els 3370 msnm.

## Història
El 7 de març de 1957 va arribar al lloc una caravana de tractors antàrtics amb l'equip per a construir la base, i es va instal·lar una pista aèria en el gel, però a causa de l'imprevist avançament de l'hivern l'equip d'hivernada es va traslladar a Mirni. El treball es va reprendre la següent primavera i la base va començar a funcionar de manera contínua a partir del 6 de novembre de 1957 com a part de l'Any Geofísic Internacional. La primera temporada va hivernar un equip de 7 homes, en la segona un de 5, i en la tercera només 2. La recerca es va centrar en aerologia, meteorologia, geomagnetisme, glaciologia, així com també es va fer una recerca mèdica de l'aclimatació humana a l'interior de l'Antàrtida.
Inicialment tenia tres edificis, en un estava la sala d'estar i l'estació de radi, en el segon el menjador i la cuina, i en el tercer la planta d'energia (dos generadors dièsel de 15 kW). Més tards'hi va construir un magatzem i una sauna. La base es va tancar el 9 de març de 1959, i des de 1960 es va utilitzar durant els mesos d'estiu com una escala i magatzem de combustible per a viatjar per via terrestre entre les estacions de Mirni i Vostok, i per a obtenir dades meteorològiques per a vols d'aeronaus la ruta de les quals passa pel lloc.